# Президентские выборы в Азербайджане (2013)
Президентские выборы в Азербайджане 2013 года прошли 9 октября. Для участия в выборах был выдвинут 21 кандидат, официально же было зарегистрировано 10 кандидатов. Победу на выборах одержал действующий президент страны Ильхам Алиев, набравший 3126113 голоса (84.54 % всех голосов).

## Дата выборов
Первоначально днём выборов было объявлено 16 октября, поскольку согласно статье 178.1 Избирательного кодекса Азербайджанской Республики, днём выборов считается среда третьей недели октября года завершения срока определённых Конституцией полномочий президента. Но из-за того, что этот день в 2013 году приходится на праздник Курбан-байрам, согласно другой статье Избирательного кодекса, день выборов переносится. В связи с этим Председатель Центральной избирательной комиссии Мазахир Панахов выступил с предложением провести президентские выборы 9 октября. 2 августа после проведённых обсуждений было принято решение объявить 9 октября 2013 года днём выборов президента Азербайджанской Республики.

## Кандидаты

Доска с постерами кандидатов в президенты в Баку

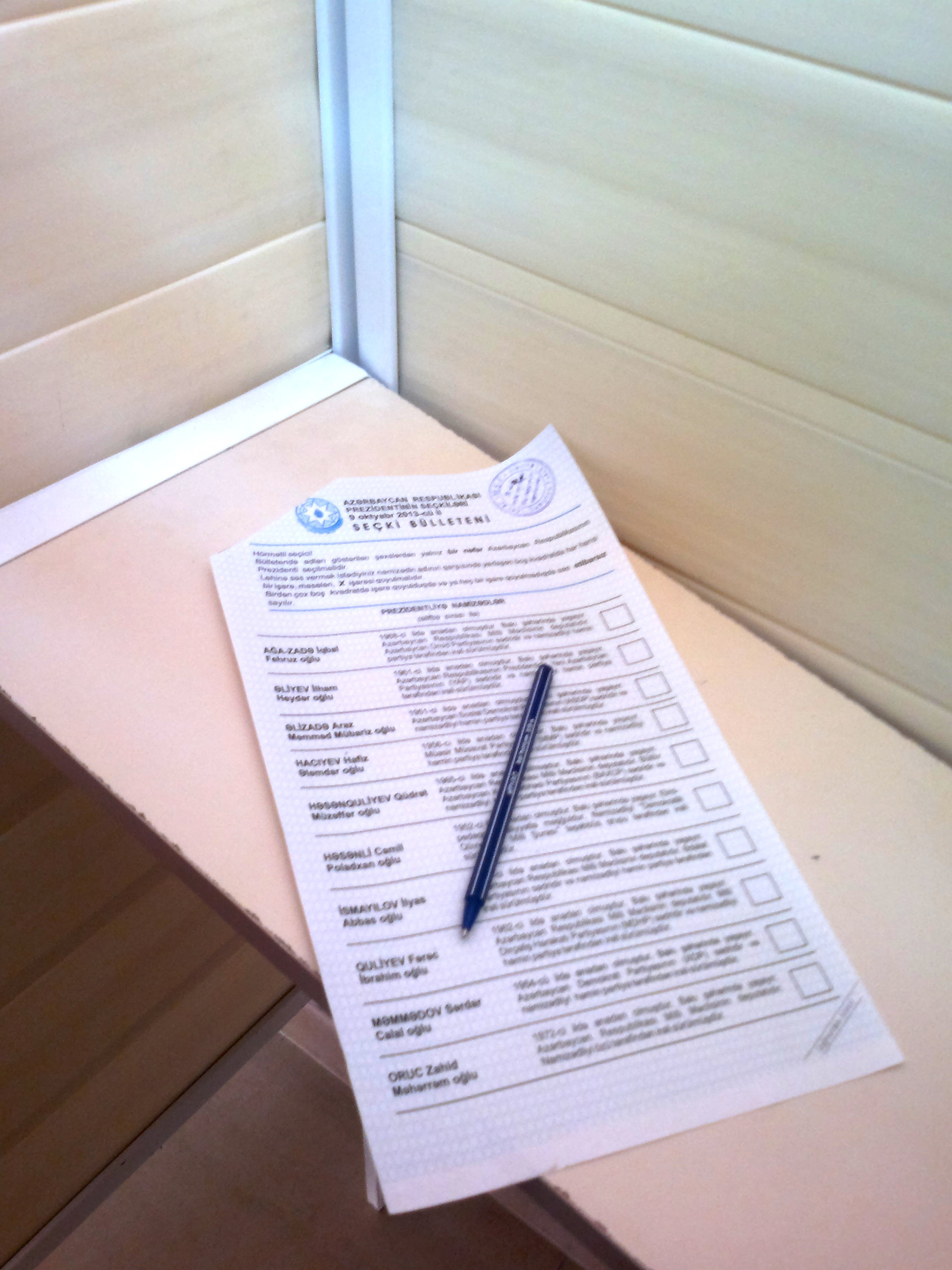
Бюллетень с именами кандидатов в кабинке для голосования

7 июня 2013 года V съезд партии «Новый Азербайджан» выдвинул кандидатуру председателя партии, Президента Азербайджана Ильхама Алиева на президентских выборах.
2 июля 2013 года писатель и киносценарист Рустам Ибрагимбеков был выдвинут единым кандидатом от оппозиционного Национального совета демократических сил (НСДС) на президентских выборах. 4 июля ради участия на выборах Ибрагимбеков отказался от российского гражданства, так как согласно статье 100 Конституции Азербайджанской Республики президентом Азербайджанской Республики может быть избран гражданин Азербайджанской Республики, не имеющий двойного гражданства. Однако Ибрагимбеков так и не был зарегистрирован в качестве кандидата от Национального совета. В итоге 24 августа 2013 года кандидатом от Национального совета демократических сил был выдвинут Джамиль Гасанли.
Всего был выдвинут 21 кандидат, лишь 14 из которых смогли представить в Центральную избирательную комиссию Азербайджана более 40 тысяч подписей избирателей, и в итоге, ЦИК зарегистрировал 10 кандидатов на пост президента республики. 10 сентября 2013 года был зарегистрирован действующий президент, руководитель правящей партии «Ени Азербайджан» Ильхам Алиев, лидер партии «Умид» (Надежда), депутат парламента Азербайджана Игбал Агазаде и самовыдвиженец, депутат парламента Захид Орудж. 11 сентября были зарегистрированы председатель Социал-демократической партии Араз Ализаде, руководитель партии «Народного фронта единого Азербайджана», депутат парламента Гудрат Гасангулиев, глава партии «Современный Мусават» Хафиз Гаджиев и руководитель партии «Движение национального возрождения», депутат парламента Фарадж Гулиев. 12 сентября прошли регистрацию представитель оппозиционного Национального совета демократических сил (НСДС) Джамиль Гасанли и лидер Партии справедливости, депутат парламента страны Ильяс Исмайлов. 13 сентября ЦИК зарегистрировала председателя Демократической партии Азербайджана Сардара Мамедова.
| Кандидат           | Партия                                         | Число голосов            | Доля голосов             |
| ------------------ | ---------------------------------------------- | ------------------------ | ------------------------ |
| Ильхам Алиев       | Новый Азербайджан                              | 3 126 113                | 84,54 %                  |
| Джамиль Гасанли    | Национальный совет демократических сил         | 204 642                  | 5,53 %                   |
| Игбал Агазаде      | Умид                                           | 88 723                   | 2,40 %                   |
| Гудрат Гасангулиев | Партия Народного фронта Азербайджана           | 73 702                   | 1,99 %                   |
| Захид Орудж        | Независимый кандидат                           | 53 839                   | 1,46 %                   |
| Ильяс Исмаилов     | Справедливость                                 | 39 722                   | 1,07 %                   |
| Араз Ализаде       | Социал-демократическая партия Азербайджана     | 32 069                   | 0,87 %                   |
| Фарадж Гулиев      | Национальное движение возрождения              | 31 926                   | 0,86 %                   |
| Хафиз Гаджиев      | Современный Мусават                            | 24 461                   | 0,66 %                   |
| Сардар Мамедов     | Демократическая партия Азербайджана            | 22 773                   | 0,62 %                   |
| Ахмед Оруджов      | Свобода                                        | Не были зарегистрированы | Не были зарегистрированы |
| Фуад Алиев         | Либерально-демократическая партия Азербайджана | Не были зарегистрированы | Не были зарегистрированы |
| Али Алиев          | Гражданин и развитие                           | Не были зарегистрированы | Не были зарегистрированы |
| Арастун Оруджлу    | Независимый кандидат                           | Не были зарегистрированы | Не были зарегистрированы |
| Исмаил Юсифов      | Независимый кандидат                           | Не были зарегистрированы | Не были зарегистрированы |
| Эльшан Гасанов     | Независимый кандидат                           | Не были зарегистрированы | Не были зарегистрированы |
| Гудрат Исагов      | Независимый кандидат                           | Не были зарегистрированы | Не были зарегистрированы |
| Ильгар Мамедов     | Независимый кандидат                           | Не были зарегистрированы | Не были зарегистрированы |
| Рауф Гулиев        | Независимый кандидат                           | Не были зарегистрированы | Не были зарегистрированы |
| Идаят Рустамбейли  | Независимый кандидат                           | Не были зарегистрированы | Не были зарегистрированы |

## Теледебаты
Согласно решению ЦИК кандидаты в президенты могли вести бесплатную агитацию в эфире телевидения и радио «Компании общественного телерадиовещания Азербайджана» (КОТРВ). Всего КОТРВ предоставила кандидатам шесть часов в неделю, по три часа на общественном телевидении и радио. Телевизионные выступления проводились в форме «круглых столов» в течение часа по четным дням. Эфирное время было поровну распределено между всеми 10 кандидатами. Последовательность выступлений была определена на основе жеребьевки. Радиовыступления выходили в эфир в течение часа по нечетным дням.

## Наблюдатели
За выборами в Азербайджане следили более 1,2 тысячи международных наблюдателей, в том числе наблюдатели от СНГ, БДИПЧ ОБСЕ, Парламентской ассамблеи Совета Европы (ПАСЕ) и Европарламента.
Глава миссии наблюдателей от СНГ Сергей Лебедев заявил о том, что выборы были свободными, демократичными и обеспечили право граждан на свободное волеизъявление.

## Критика
Наблюдатели ОБСЕ считают, что на выборах президента Азербайджана имели место серьёзные недостатки. В предварительном отчете БДИПЧ ОБСЕ отмечено, что избирательная кампания была омрачена ограничениями свободы выражения, собраний и объединений, что привело к неравным возможностям для кандидатов. В целом Центральная избирательная комиссия эффективно проводила техническую подготовку к выборам. Однако порядок формирования всех избирательных комиссий даёт проправительственным силам фактическое большинство для принятия решений в каждой из них. Значительные проблемы были обнаружены на всех этапах процесса в день голосования. Подсчёт голосов был оценён по большей части негативно. На 58 % избирательных участков, на которых проводилось наблюдение (11 % от общего количества избирательных участков), были допущены серьёзные нарушения. Большинство предыдущих замечаний ОБСЕ не было исправлено и существует необходимость во всеобъемлющей реформе избирательного законодательства.
Миссии наблюдателей Парламентской ассамблеи Совета Европы (ПАСЕ) и Европейского парламента выступили с заявлением о том, что выборы были свободными, прозрачными и носили демократический характер. В заявлении было отмечено, что процедура выборов, как в день выборов, так и накануне, была проведена на профессиональном уровне. Было выражено удовлетворение технической подготовкой к выборам, осуществленной азербайджанскими властями. В выборном процессом не было выявлено какого-либо давления на избирателей и присутствия полиции на избирательных участках. Однако, миссия отметила также ограниченные возможности оппозиции и призвала к улучшению уважения к основным свободам в предвыборный период. Согласно заявлению, дебаты во время выборов были более открытыми по сравнению с прошлыми выборами, при этом ситуация со свободой слова по-прежнему вызывает серьёзную озабоченность.
Различные оценки выборов привели к скандалу. 11 октября в выступлении представитель Евросоюза Катрин Эштон и еврокомиссар Штефан Фюле проигнорировали оценку Европарламента, включив в своё заявление итоги БДИПЧ. Комиссия по внешним сношениям ЕС обсудила доклад Арлакки. Во время обсуждения представители «зеленых» осудили доклад и заявили, что он дискредитирует Европарламент. Глава фракции социалистов в ЕС заявил, что доклад ПАСЕ вообще нельзя считать достоверным. Позже выяснилось, что ряд представителей ЕС поехали в Азербайджан не с официальным визитом и на деньги азербайджанских организаций, что было расценено «European Voice» как «глупость или коррупция». Практику подобных поездок «European Voice» назвала «электоральным туризмом».
После выборов неправительственная правозащитная организация Freedom House заявила, что на президентских выборах в Азербайджане имели место массовые фальсификации, ограничения свободы слова и собраний, а также политических репрессий. Freedom House в связи утерей доверия к властям Азербайджана, призвала Евросоюз на саммите «Восточного партнерства» поднять вопрос демократии в Азербайджане, а также приостановить переговоры об упрощении визового режима для должностных лиц правительства Азербайджана.
Государственный департамент США охарактеризовал президентские выборы в Азербайджане как «не соответствующие международным стандартам».

## Протесты
Оппозиция заявила о непризнании итогов выборов и провела 12 октября 2013 года протестный митинг, на котором приняло участие 1,5-2 тысяч человек.